# Youssouf Saleh Abbas
Youssouf Saleh Abbas (ur. w 1953 w Abéché) – czadyjski polityk, premier Czadu od 16 kwietnia 2008 do 5 marca 2010. 

## Życiorys
Youssouf Saleh Abbas urodził się w 1953 we wschodniej części Czadu, w regionie Ouaddaï. Studiował prawo międzynarodowe w ZSRR oraz we Francji. Po powrocie do Czadu, od 20 listopada 1979 do 30 stycznia 1981 pracował w Ministerstwie Spraw Zagranicznych jako szef Wydziału Współpracy Wielostronnej. Od 1 czerwca 1981 do 25 grudnia 1981 był doradcą szefa państwa Goukouniego Oueddei, a następnie od 6 grudnia 1981 do 7 czerwca 1982 szefem jego gabinetu. 
Od 20 listopada 1992 do 15 grudnia 1996 Abbas był doradcą w Ministerstwie Spraw Zagranicznych. Pełnił funkcję wiceprzewodniczącego Konferencji Suwerenności Narodowej, który obradowała od stycznia do kwietnia 1993. Od 16 grudnia 1996 do 13 sierpnia 1997 zajmował stanowisko dyrektora generalnego w Ministerstwie Planowania i Współpracy. 
Yousouf Saleh Abbas w drugiej połowie lat 90. XX w. był członkiem opozycji i grup rebelianckich, działających we wschodniej części kraju i dążących do obalenia władzy prezydenta Idrissa Déby. Z tego powodu przebywał przez pewien czas na uchodźstwie we Francji. W 1998 dołączył do Ruchu na rzecz Demokracji i Sprawiedliwości w Czadzie (MDJT, Mouvement pour la democratie et la justice au Tchad), działającym w masywie górskim Tibesti. Był jego zewnętrznym koordynatorem, jednak w październiku 2001 porzucił szeregi ruchu z powodu konfliktu z jego przywódcą. 
Po zawarciu porozumienia z prezydentem Debym przez część opozycji w 2003, Abbas znalazł się wśród tych którzy dołączyli do obozu prezydenckiego. 26 grudnia 2006 został mianowany doradcą prezydenta Deby'ego do spraw międzynarodowych. 17 listopada 2007 objął także funkcję specjalnego przedstawiciela przy misji wojskowej UE w Czadzie (EUFOR Tchad/RCA) oraz misji ONZ (United Nations Mission in the Central African Republic and Chad - MINURCAT).

## Premier
16 kwietnia 2008 prezydent Idriss Déby zdymisjonował premiera Delwę Kassiré Koumakoye i mianował na stanowisko szefa rządu Abbasa. W swoim przemówieniu radiowym nowy premier zapowiedział współpracę z innymi partiami politycznymi w celu stworzenia rządu. 
19 kwietnia 2008, po spotkaniu z premierem, do rządu zgodził się przystąpić opozycyjny Sojusz Partii Politycznych na rzecz Obrony Konstytucji (CPDC). 23 kwietnia 2008 został powołany gabinet premiera Abbasa, w którym przedstawiciele opozycji objęli 4 z 25 resortów (obrony; sprawiedliwości; rolnictwa; planowania, rozwoju miejskiego i mieszkalnictwa). Głównym zadaniem rządu Abbasa miało być wprowadzenie w życie porozumienia z opozycją z sierpnia 2007 o przeprowadzeniu wyborów parlamentarnych planowanych początkowo na rok 2009.
5 marca 2010 premier Abbas złożył dymisję na ręce prezydenta Deby. Prezydent przyjął rezygnację, nie podając jej przyczyny i tego samego dnia nowym szefem rządu mianował Emmanuela Nadingara. Zdaniem komentatorów przyczyną dymisji był narastający konflikt między premierem a prezydentem. Rząd Abbasa nie odbywał posiedzeń od grudnia 2009. Dodatkowo, kilku z jego ministrów zostało oskarżonych o defraudację środków publicznych w wysokości 5 mln USD przeznaczonych na zakup notebooków dla uczniów.